# Darren Ferguson
Pour les articles homonymes, voir Ferguson.
Darren Ferguson, né le 9 février 1972 à Glasgow (Écosse) est un ancien footballeur écossais, qui évoluait au poste de milieu de terrain, devenu entraîneur de football.
Darren Ferguson est le fils d'Alex Ferguson.

## Biographie
Il commence sa carrière de joueur à Manchester United, mais il passe la majorité de sa carrière aux Wolverhampton Wanderers et à Wrexham, dans les divisions inférieures du championnat anglais. 
Avec Manchester, il dispute 27 matchs en première division, remportant le titre de champion d'Angleterre en 1993, avec 15 matchs joués cette saison là.
Il devient ensuite entraîneur-joueur de Peterborough United en 2007, et fait monter le club en D3 (League One) puis en D2 (Championship) en deux saisons. Le 10 novembre 2009, à la suite de mauvais résultats, le club et lui décident de se séparer par consentement mutuel.

## Carrière

### Joueur
- 1990-jan. 1994 :  Manchester United
- jan. 1994-1999 :  Wolverhampton Wanderers
- jan. 1999-1999 :  Sparta Rotterdam
- 1999-2007 :  Wrexham
- 2007-2008 :  Peterborough United

### Entraîneur
- jan. 2007-nov. 2009 :  Peterborough United
- jan. 2010-déc. 2010 :  Preston
- jan. 2011-fév. 2015:  Peterborough United
- oct. 2015-juin 2018 :  Doncaster Rovers

## Palmarès

### En équipe nationale
- 5 sélections et 0 but avec l'équipe d'Écosse espoirs entre 1992 et 1993.

### Avec Manchester United
- Champion d'Angleterre en 1993

### Avec Wrexham
- Vainqueur du Football League Trophy en 2005